# Àrab beduí

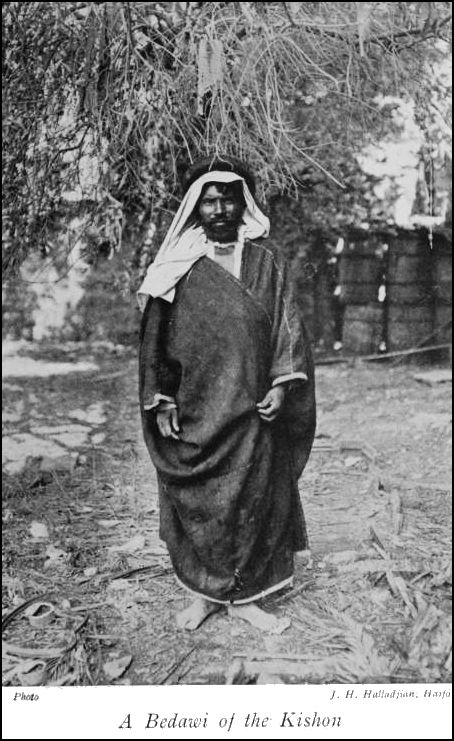
Beduí parlant de Bedawi, 1913

L'àrab beduí o dialecte beduí de l'Egipte oriental i del Llevant (àrab: اللهجة البدوية, al-lahja al-badawiyya) és una de les variants de l'àrab, parlada pels beduïns a la península del Sinaí, Jordània, Israel, Franja de Gaza, Cisjordània i Síria.
Segons la classificació de Bruce Ingham i Heikki Palva, els dialectes de la península de Sinaí i del desert de Nègueb, i també els dialectes de la Jordània meridional, la costa oriental del golf d'Àqaba i d'algunes regions del nord-oest d'Aràbia Saudita pertanyen als dialectes aràbics nord-occidentals. El nombre total de parlants dels dialectes egipcis orientals i dels dialectes beduïns llevantins és d'1.690.000 persones, de les quals 860.000 es troben a la península del Sinaí (Egipte), 700.000 a Jordània (bàsicament la part oriental), 70.000 a Síria (governacions d'As-Suwayda i de Dar'a) i 10.000 a Palestina (desert de Judea i tot al llarg del riu Jordà).